# Торхов, Алексей Валентинович
Алексе́й Валенти́нович Торхов (поэтический псевдоним А. В. Тор…; р. 28 февраля 1961, село Олинск, Читинская область) — украинский русскоязычный поэт, прозаик. Майор милиции в отставке, бывший аналитик детективного агентства; работает в информационном бизнесе.

## Биография
Алексей Торхов родился 28 февраля 1961 года в селе Олинске Нерчинского района Читинской области. В детстве часто переезжал с родителями в пределах СССР. Первый класс средней школы окончил в Олинске, со второго по четвёртый (1969—1971) учился в Комсомольске-на-Амуре (жил также на станции Пивань в 20 километрах от Комсомольска-на-Амуре), с пятого (с 1972) до окончания школы — в Каменке-Днепровской Запорожской области. В 1981 году окончил факультет энергоснабжения железных дорог Днепропетровского техникума железнодорожного транспорта. Срочную службу проходил в Берлине в 105-м полку Пограничных войск КГБ СССР. В армии начал писать стихи.
В 1981—2002 годах служил в милиции Днепропетровска, Запорожья и с 1993 года — Николаева. В 1986—1992 годах заочно учился на юридическом факультете Одесского государственного университета имени И. И. Мечникова. Двенадцать лет из двадцати одного года службы в милиции работал в экспертно-криминалистической службе на различных должностях — от эксперта райотдела до заместителя начальника Научно-исследовательского экспертно-криминалистического центра при Управлении Министерства внутренних дел Николаевской области. В отставку вышел в звании майора милиции. Работал аналитиком в детективном агентстве, после — в информационном бизнесе.
Автор поэтических книг «Сеятель птиц» (Винница, 2007), «Чайная пауза перед блюзом» (Николаев, 2009). Поэтический псевдоним — А. В. Тор… Публиковался в журналах «Южное сияние» (Одесса), «©оюз Писателей» (Харьков), «Вітчизна» (Киев), «Радуга» (Киев), «Журнал ПОэтов» (Москва), «Российский колокол» (Москва), «Дружба народов» (Москва), «Байкал» (Улан-Удэ), «Чайка/Seagull» (США), «Reflect-Куадусешщт» (США), «СТЫХ», альманахе «Юрьев день», «Литературной газете» и др. Сетевые публикации: сайт «Черновик», литературный журнал «Окно», сетевой журнал «Другое полушарие». Представлен в поэтических антологиях: «Песни Южной Руси: Стихи русских поэтов Украины: Опыт антологии» (Донецк, 2008), «Земляки» (Москва, 2009).
Редактор литературно-художественного альманаха «Девятый Сфинкс». Основатель и редактор самиздатовского эстетик-шок журнала «кЛЯП!». Член редколлегии литературного журнала «Южное сияние» (Одесса). Выпускающий редактор литературно-художественного журнала «Соборная улица» (Николаев). Организатор международного конкурса короткой прозы «Стословие» (проект журнала «кЛЯП!»). Соорганизатор Открытого всеукраинского поэтического фестиваля «Ватерлиния» (2011, 2012, 2013). Организатор Николаевского литературного конкурса «Бумажное дерево». Организатор и руководитель (легат) творческого альянса «Сфинксов легион». Входил в редакционный совет поэтической антологии «Украина. Русская поэзия. XX век» (Киев, 2007, 2008). Организатор и руководитель видеостудии «ОГЛОООБЛЯ!». Автор фильма по книге Василиска Гнедова «Смерть искусству».
Коллекционирует наконечники стрел, армейские и полицейские шевроны разных стран, прижизненные авторские книги поэтов Серебряного века.
С 1993 года живёт в городе Николаеве.

## Участие в творческих и общественных организациях
- Член Межрегионального союза писателей Украины (с 2006)[1][3]
- Член (с 2006), член правления (с 2007), председатель правления Николаевской областной организации Конгресса литераторов Украины[1][3]
- Член Союза писателей России (с 2011)[3]
- Член Южнорусского союза писателей (с 2012)[3]
- Член литературной группы «Добровольное общество охраны стрекоз» (ДООС) (с 2008)[4]

## Награды и премии
- Гран-при всеукраинского поэтического фестиваля «Звуки поэзии» (Винница)[4]
- Гран-при всеукраинского поэтического фестиваля «Летающая крыша» (Черкассы)[4]
- Гран-при всеукраинского поэтического фестиваля «Элита» (Луганск)[4]
- Гран-при всеукраинского поэтического фестиваля «Подкова Пегаса» (Винница)[4]
- Международная отметина имени отца русского футуризма Давида Бурлюка (2009)[1][2][4][5]
- Премия имени Владимира Сосюры (Межрегиональный союз писателей Украины, 2009)[1][2][4]
- Лауреат конкурса «Согласование времён» (2009)[3]
- Победитель международного фестиваля «Славянские традиции» (2009, в трёх номинациях, в том числе в номинации «Лучшее стихотворение о любви»; 2010)[1][2][4]
- Лауреат Третьего австралийского фестиваля русской традиционной и экспериментальной литературы «Антиподы — Иной глобус» (Австралия, 2011)[3]
- Премия Волошинского конкурса (2012, в номинации «Проза»)[1]